# Meadow Glade
Meadow Glade és una concentració de població designada pel cens dels Estats Units a l'estat de Washington. Segons el cens del 2000 tenia 2.225 habitants.

## Demografia
Segons el cens del 2000, Meadow Glade tenia 2.225 habitants, 695 habitatges, i 597 famílies. La densitat de població era de 151,2 habitants per km².
Dels 695 habitatges en un 43% hi vivien nens de menys de 18 anys, en un 76,7% hi vivien parelles casades, en un 6,9% dones solteres, i en un 14% no eren unitats familiars. En el 10,8% dels habitatges hi vivien persones soles el 5% de les quals corresponia a persones de 65 anys o més que vivien soles. El nombre mitjà de persones vivint en cada habitatge era de 3,12 i el nombre mitjà de persones que vivien en cada família era de 3,35.
Per edats la població es repartia de la següent manera: un 29,6% tenia menys de 18 anys, un 6,8% entre 18 i 24, un 25,9% entre 25 i 44, un 25,3% de 45 a 60 i un 12,4% 65 anys o més.
L'edat mediana era de 37 anys. Per cada 100 dones de 18 o més anys hi havia 94,7 homes.
La renda mediana per habitatge era de 67.230 $ i la renda mediana per família de 72.574 $. Els homes tenien una renda mediana de 50.234 $ mentre que les dones 27.331 $. La renda per capita de la població era de 21.765 $. Aproximadament el 6,7% de les famílies i el 4,9% de la població estaven per davall del llindar de pobresa.

## Poblacions més properes
El següent diagrama mostra les poblacions més properes.